# Nughu
Nughu ist eine Insel in der Provinz Guadalcanal, Salomonen. Sie liegt knapp 14 Kilometer nördlich der Insel Guadalcanal (Taivo Point), aber nur 11 Kilometer südlich der zur Zentralprovinz gehörigen Nggela-Gruppe. Nächstgelegene Landmasse ist die ebenfalls zur Provinz Guadalcanal gehörige kleine Insel Pari Pile knapp sieben Kilometer südwestlich.